# Rudolf Scharping
Rudolf Scharping (Niederelbert, 2 de diciembre de 1947) es un político alemán, perteneciente al SPD.

## Biografía
Scharping estudió política, sociología y derecho en la Universidad de Bonn. Se unió al Partido Socialdemócrata (SPD) en 1966. Fue miembro de la Dieta de Renania-Palatinado entre 1975 y 1994. Entre el 21 de mayo de 1991 y el 15 de octubre de 1994 fue ministro-presidente de dicho Estado. En 1994 compitió para la Cancillería contra Helmut Kohl (CDU), contra el que perdió, convirtiéndose así en líder de la oposición. 
Entre 1993 y 1995, Scharping fue Presidente del SPD, sucediendo a Björn Engholm. Fue luego derrotado por Oskar Lafontaine en una elección en la Convención federal del partido en Mannheim. Fue elegido ese mismo año como uno de los cinco asistentes del presidente, y reelecto en 1997, 1999 y 2001. Fue miembro del Bundestag desde 1994, liderando al grupo parlamentario del SPD entre 1994 y 1998.
Desde el 27 de octubre de 1998 hasta el 18 de julio de 2002 fue Ministro de Defensa de Alemania. En su período al frente de esta cartera, las Fuerzas Armadas alemanas participaron por primera vez desde la Segunda Guerra Mundial en una operación militar fuera de Alemania (en este caso, en Macedonia). En ese momento, Scharping justificó los ataques por la existencia de la supuesta "Operación Herradura", que era el presunto plan del gobierno serbio para deportar a todos los albaneses de Kosovo. La existencia de este plan fue puesta en tela de juicio poco después de su revelación.
Scharping fue desplazado de su puesto poco antes de las elecciones para el Bundestag en 2002, debido a algunos escándalos políticos. En el así llamado Mallorca Affair, fueron tomadas imágenes suyas en la piscina en compañía de su novia Kristina Condesa Pilati, en el mismo momento en que el Ejército alemán se aprestaba a iniciar una difícil misión en la República de Macedonia. También estuvo relacionado con el Moritz Hunzinger Affair. El de Scharping constituye el primer caso de un Ministro federal alemán que es cesado contra su voluntad.
A continuación de su alejamiento del Ministerio de Defensa, retiró su candidatura para la reelección como vicepresidente del Partido, en tanto sus posibilidades eran exiguas. Su sucesor fue una vez más Kurt Beck. No renunció a su escaño en el Bundestag, pero no se presentó a las elecciones generales de 2005.
Tras su retiro de la política, se convirtió en el presidente de la Asociación de Ciclismo alemana, ya que es un activo entusiasta de este deporte.

## Obras publicadas
- Friedhelm Wollner (Eds.): Socialismo Democrático. Las contribuciones a la discusión '85 orientación del marco del SPD. Rowohlt, Reinbek, 1973, ISBN 3-499-11713-4
- ¿Qué hacer ahora?. Piper, Munich / Zúrich 1994, ISBN 3-492-03722-4
- Prepare la unidad económica y socialmente. Charla introductoria a la entrevista economía Leipzig el 20 de septiembre de 1995 en Leipzig. Fundación Friedrich Ebert, Leipzig, 1995, ISBN 3-86077-264-3
- Extender los derechos civiles en el mundo de la información. En: Medios Democráticos - Las Personas Primero. Para una sociedad de la información humana y social. Documentación de las ponencias y mesas redondas de la conferencia de prensa el 5 de SPD Mayo de 1995. Stoke, Marburg, 1995, ISBN 3-89472-137-5 , pp 14-27
- Mi Tour de Francia. 25 rutas y etapas para Nachradeln tras la pista de la más larga, más dura y emocionante carrera de ciclismo en el mundo. Gerstenberg, Hildesheim, 1998, ISBN 3-8067-2835-6
- No podemos mirar hacia otro lado. La guerra en Kosovo y Europa. Ullstein, Berlín 1999, ISBN 3-550-07106 X ; Econ actualizada edición de bolsillo, Munich, 2001, ISBN 3-548-75003-6